# Железопътна линия Шумен – Комунари
Железопътната линия Шумен – Комунари е железопътна линия с междурелсие 1435 mm, разположена в източна България, на територията на област Шумен и област Варна.

## История
Въпросът за построяването на железопътна линия от Шумен до Карнобат се повдига веднага след Освобождението на България и се урежда със „Закона за проектиране и построяване на железопътната мрежа в България“ от 14 януари 1895 г. Съгласно този закон линиите се подразделят на първостепенни линии с нормално междурелсие – това са главните линии на железопътната мрежа, и на второстепенни – с широчина на пътя 750 – 800 mm – линии от чисто местно значение или клонове на главните линии. Съгласно забележката към закона второстепенните линии могат да се строят с нормална широчина, ако разходите по построяването им не бъдат увеличени с повече от 30 % в сравнение с теснопътните.
Към второстепенните линии с междурелсие под нормалното спада и железопътната линия Шумен – Карнобат. Първите проучвания за строителство се извършват през 1911 г. Държавните и военните интереси през Европейската война налагат да се побърза с нейното построяване, тъй като се чувства голяма нужда от железопътна връзка между Северна и Южна България в източната част на страната. По нареждане на Щаба на армията линията от Шумен до Комунари се трасира за междурелсие 1435 mm и през 1916 г. започва строежът ѝ от Комунари към Шумен, но заради липса на средства е преустановено. Узаконяването на тази линия за нормално междурелсие става със „Закона за разширение на железопътната мрежа“ от 1925 г.
Строителството на линията с дължина от около 53 km е възобновено отново през 1937 г. и е предадено за експлоатация на два етапа:
- Шумен-Смядово – през 1939 г., с минимален радиус на кривите 300 m и максимален наклон 15 ‰. Положените релси са втора употреба тип „РПШ“ с дължина 9,55 m;
- Смядово-Комунари – през 1941 г. с минимален радиус на кривите 400 m и максимален наклон 12 ‰. Положените релси са тип „ЮЛ“ с дължина 15 m.
През 1980-те години целият участък е електрифициран.

## Технически съоръжения по железопътната линия

### Гари
| име на гарата | приемно-отправни коловози (ПОК) | приемно-отправни коловози (ПОК) | приемно-отправни коловози (ПОК) | осигурителна инсталация |
| име на гарата | брой ПОК                        | максимална полезна дължина      | минимална полезна дължина       | осигурителна инсталация |
| ------------- | ------------------------------- | ------------------------------- | ------------------------------- | ----------------------- |
| Шумен         | 7                               | 815                             | 552                             | МРЦ                     |
| Смядово       | 4                               | 576                             | 511                             | МРЦ                     |
| Комунари      | 5                               | 660                             | 481                             | МРЦ                     |

### Мостове
| междугарие         | намира се на km | обща дължина, m | изграден от  | препятствие |
| ------------------ | --------------- | --------------- | ------------ | ----------- |
| Шумен – Смядово    | 14+443          | 20,60           | стомана      | река        |
| Шумен – Смядово    | 17+004          | 93,20           | стомана      | река        |
| Шумен – Смядово    | 22+247          | 21,90           | стоманобетон | река        |
| Смядово – Комунари | 25+527          | 10,00           | стоманобетон | река        |
| Смядово – Комунари | 26+727          | 79,00           | стоманобетон | река        |
| Смядово – Комунари | 38+431          | 7,00            | стоманобетон | река        |
| Смядово – Комунари | 41+572          | 42,35           | стоманобетон | река        |

### Максимално допустими скорости (към 29.05.2022 г.)
| от гара | до гара  | скорост |
| ------- | -------- | ------- |
| Шумен   | Смядово  | 60      |
| Смядово | Комунари | 80      |